# 木德
木德（1714年5月17日—1777年7月11日），字芳盛，號念祖。是麗江最後一代世襲土司木钟的兒子。
1723年，麗江改土歸流，木府的家産被充公。1725年，木鐘病逝，木德時年九歲，世襲通判。其母高氏寿撫養他，後來木德拜進士萬咸燕為師。長大後，向雲南省各級官員申述木家在改土歸流過程中的苦情，雲貴總督批准還給他土官莊田米租京石一百五十石，於是木德捐修玉音樓。他將祖先收藏的銅器變賣作為資助士子進京趕考的路費。乾隆四十二年六月初七辰時，木德去世。次子木秀繼任通判。

## 家族
- 父：木鐘
- 母：高氏壽

- 妻：
  - 高氏順英，姚安州知州高厚德侄女，追封為安人

- 子：
  - 木坤（母高氏順英，二十歲去世）
  - 木秀（母高氏順英）